# Ornithoglossum
Ornithoglossum là chi thực vật có hoa trong họ Colchicaceae.
Các loài trong chi này là bản địa nhiệt đới miền nam châu Phi, từ Tanzania tới Nam Phi. Một số loài được trồng làm cây cảnh.

## Các loài
9 loài hiện tại được công nhận (4/2014):
- Ornithoglossum calcicola K.Krause & Dinter, 1910 - Namibia
- Ornithoglossum dinteri K.Krause, 1912 - Namibia, Nam Phi
- Ornithoglossum gracile B.Nord., 1982 - Tỉnh Cape, Nam Phi
- Ornithoglossum parviflorum B.Nord., 1982 - Namibia, tỉnh Cape
- Ornithoglossum pulchrum Snijman, B.Nord. & Mannh., 2011 - Namibia
- Ornithoglossum undulatum Sweet, 1825 - Namibia, tỉnh Cape
- Ornithoglossum viride (L.f.) Dryand. ex W.T.Aiton, 1811 - Tỉnh Cape
- Ornithoglossum vulgare B.Nord., 1982 - Tanzania, Malawi, Mozambique, Zambia, Zimbabwe, Botswana, Namibia, Nam Phi
- Ornithoglossum zeyheri (Baker) B.Nord., 1982 - Tỉnh Cape.